# مرض غشاء الجنب

## عيوب الغشاء البلّورى

### الاسترواح الصدرى
تجمع الهواء داخل الغشاء البلّورى، تنشأ من خارج الرئة أو من الرئة نفسها.
من الممكن أن يكون نتيجة كدمة أو بسبب الأدوية أو من تلقاء نفسه.
الاسترواح الصدرى الضغطى هو نوع معين منه ( حيث يدخل الهواء من خلال خلل في الجدار الصدرى، الرئة أو الممرات الهوائية ) وذلك خلال الشهيق وليس الزفير.
يزيد كل نفس من كمية الهواء المحتجزة داخل الصدر، من يسبب ضغطاً زائداًعلى الرئة. وهذا يعتبر حالة ملحة ومن الممكن أن تتطور الحالة إلى حالة طبية طارئة لو حدث اختلال في كمية الدم الواصل للقلب مسبباً الإغماء ونادراً ما تصل الحالة إلى السكتة الدماغية.

### ارتشاح الغشاء البلّورى
تجمع سائل ما داخل الغشاء البلّورى.
( على سبيل المثال.. كثرة السوائل الوريدية، فشل الكُلى ), نقص بروتينات السائل ( تليف الكبد، ازدياد البروتين في البول ), فشل القلب، تجمع القيح داخل الغشاء البلُورى ), الالتهابات، الأورام أو اختراق الأعضاء الصدرية وذلك في حالة ( تجمع سائل تجمع السائل البلّورى داخل الغشاء من الممكن أن يكون نتيجة ازدياد حجم السوائل المرارة داخل الغشاء البلُورى، تمزق المرئ.

### أمراض الغشاء البلورى
- التهابات في الغشاء البلورى.
- ازدياد عدد خلايا الغشاء المبطن للبلورة.
- ورم البلورة الليفى المتكلس الحميد.
- كتل البلورة: مناطق سميكة متفرقة في الغشاء البلُورى ليفية أو متكلسة الشكل من الممكن أن تظهر في أشعة إكس لأشخاص كثيرى التعرض لمواد تسمى بالحرير الصخرى.

## أورام الغشاء البلُورى
أورام الغشاء البلُورى من الممكن أن يكون حميد ( ورمليفى حميد منفصل ) أو خبيث.
ورم البلورة الخبيث المسمى ب ( mesothelioma ) يعتبر نوع من أنواع الأورام المرتبطة بكثرة التعرض للحرير الصخرى.
- أورام الغشاء المبطن للبلورة المسمى ب ( mesothelioma )
- ورم الغشاء البلُورى ذات الخلايا صغيرة الحجم ليفية الشكل.
- ورم الغشاء البلُورى المسمى ب ( synovial sarcoma )
- ورم الغشاء البلُورى ليفى الشكل المنفصل.
- ورم العضلات الملساء.